# Нарышкин, Иван Александрович
Ива́н Алекса́ндрович Нары́шкин (1761—1841) — обер-камергер, обер-церемониймейстер, действительный тайный советник, сенатор из младшей ветви рода Нарышкиных.

## Биография
Родился 19 (30) марта 1761 года. Сын тайного советника Александра Ивановича Нарышкина от брака с княжной Анной Никитичной Трубецкой, дочерью фельдмаршала Н. Ю. Трубецкого.
Отец с 1758 года состоял камер-юнкером, а затем камергером при Петре III. Сопровождал императора и при неудавшемся бегстве из Ораниенбаума в Кронштадт во время июньского переворота. Возможно, поэтому в царствование Екатерины II ни он, ни его сын не играли сколько-нибудь заметной роли. Только 27 марта 1798 года Иван Александрович получил чин камергера. Однако в царствование Александра I Нарышкин быстро достиг высших придворных чинов обер-камергера и обер-церемониймейстера (1809). 
В 1787 году он женился на баронессе Екатерине Александровне Строгановой и, как говорили, попал под башмак своей властолюбивой супруги, которой страшно боялся. Что, однако, не мешало ему заводить многочисленные любовные интриги.
Имел ветреный, игривый характер, который сохранил до старости лет. Любил широко пожить, и изрядно растратил и своё состояние, и состояние супруги. Свойственная ему беспечность и доверчивость и погубила его карьеру. Пользовавшаяся его покровительством француженка Вертёль, содержавшая модное ателье, оказалась замешана в контрабанду товаров для своего магазина путём использования дипломатической почты. Нарышкин был вынужден оставить службу, после чего переехал в Москву. Современники так описывали Ивана Александровича:
Небольшого роста, худенький и миловидный человечек, он, в противоположность супруге своей, был очень общительного характера, очень учтив в общении и большой шаркун. Волосы у него были очень редки, он стриг их коротко и каким-то особенным манером, что очень ему шло; был большой охотник до перстней и носил прекрупные бриллианты.
Часто можно было видеть его в Петровском парке или в Сокольниках, на коне, с розой в петлице фрака, ухаживающим за дамами. Меломан, в молодости хорошо игравший на скрипке, принимал участие в любительских квартетах, хотя злые языки и поговаривали, что из пропущенных им нот можно написать целую сонату. 
Уже в возрасте семидесяти лет был посажённым отцом невесты на свадьбе Александра Пушкина и Натальи Гончаровой. 
Скончался 13 (25) января 1841 года, похоронен в Донском монастыре.

## Дети

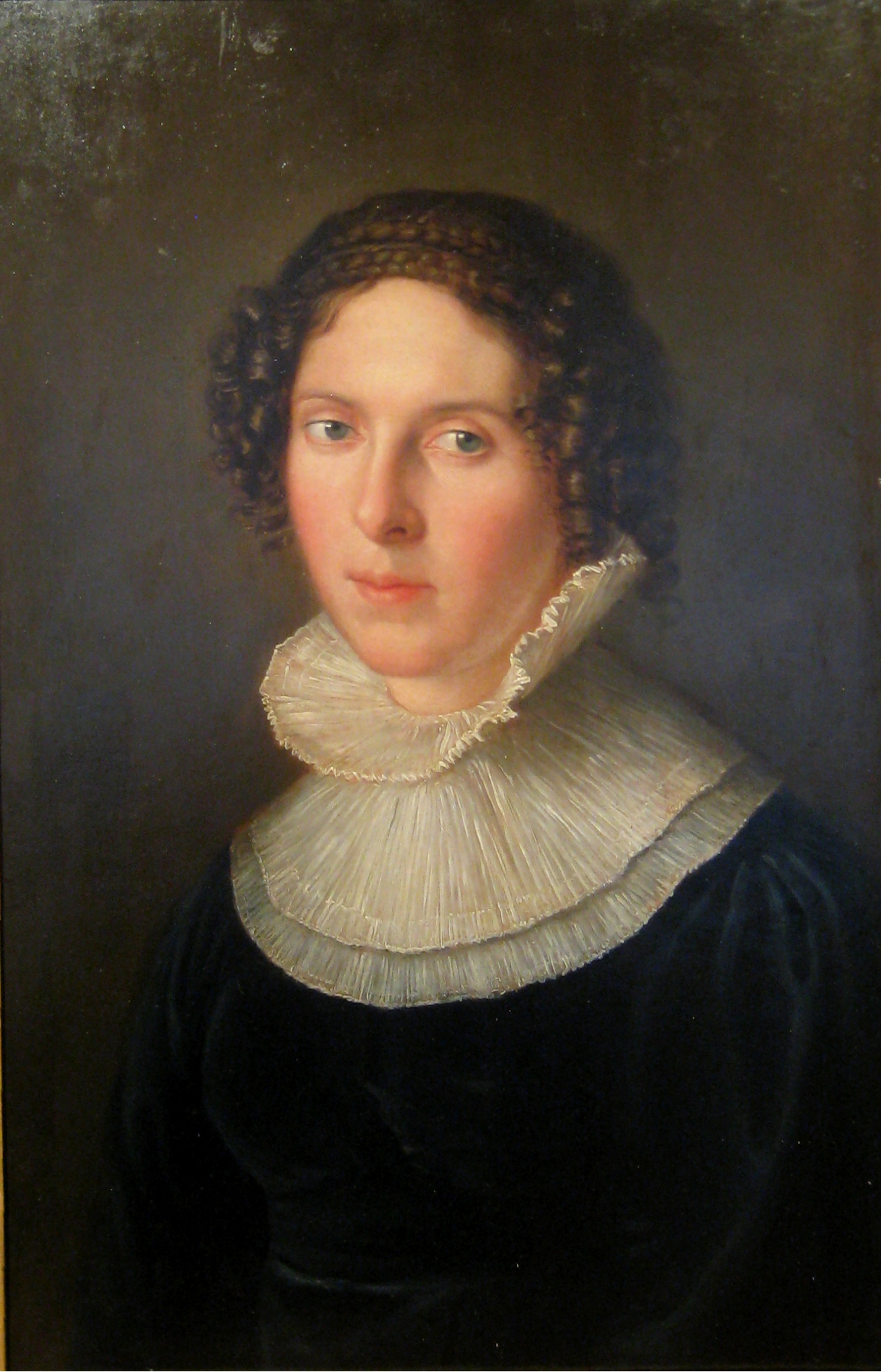
Дочь Елизавета на портрете В. А. Тропинина

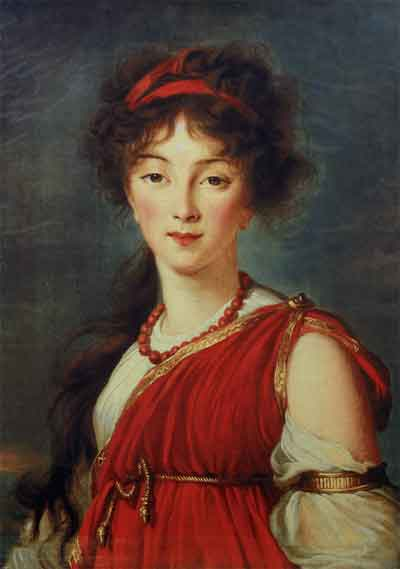
Дочь Варвара на портрете Э. Виже-Лебрён

Супруги Нарышкины имели трех сыновей и двух дочерей.
- Александр (1788—1809), красивый и блестящий офицер лейб-гвардии Егерского полка, убит на дуэли Ф. И. Толстым «Американцем».
- Григорий (07.03.1790[3]—1835), крещён 10 марта 1790 года в Преображенском соборе при восприемстве графа А. С. Строганова; женат с 1816 года на вдове Анне Михайловне Мухановой, рожденной княжне Мещерской; их сын Александр был женат на баронессе Надежде Кнорринг, которая позднее вышла замуж за Дюма-сына
- Алексей (1795—1868), женат на Елизавете Александровне Хрущевой (1803—1887)

Дочери:
- Елизавета (1791—1858) была известна в Москве под прозванием «толстуха Лиза» (с возрастом очень располнела) или «бедная Лиза» (намек на деспотический характер матери), умерла девицей. В 1812 году была пожалована фрейлиной, в одно время с Марией Аполлоновной Волковой (1786—1859)[4] и с Александрой Ивановной Пашковой (1798—1871). Все три были далеко не красивы, но очень горды и не находили для себя достойных женихов. Злые языки их прозвали «три московские грации».[5] Елизавета Ивановна была в дружеских отношениях с А. С. Пушкиным и стала участницей известного масленичного катания 1 марта 1831 года в Москве, где поэт появился со своей молодой женой.
- Варвара (1793—1867), в 1811 году вышла замуж за корнета Кавалергардского полка Сергея Петровича Неклюдова (1790—1874). По воспоминаниям современников, хотя и имела крупные черты, но собой была очень хороша; у неё был прекрасный профиль.[6]

Известна легенда, касавшаяся той ветви Нарышкиных, к которой принадлежал и Иван Александрович. В семье сохранялась борода юродивого Тимофея Архипыча, который предсказал прабабке И. А. Нарышкина Настасье Александровне Нарышкиной, что пока борода будет храниться в семье, род её не пресечётся и будет верен православию. Однако Иван Александрович, хранивший бороду в особом ящике на шёлковой подушке с вышитым крестом, при одном из переездов её лишился. Поговаривали, что он поместил несколько из имевшихся у него белых мышей в тот же ящик, и они и уничтожили талисман. Так или иначе, ни у одного из сыновей Ивана Александровича не было наследников мужского пола, две внучки вышли замуж за католиков, а третья сама перешла в католицизм.